# Diadophis punctatus punctatus
Diadophis punctatus punctatus is een slang uit de familie toornslangachtigen (Colubridae) en de onderfamilie Dipsadinae. Het is een van de dertien ondersoorten van de ringnekslang (Diadophis punctatus). De ondersoort werd voor het eerst wetenschappelijk beschreven door Carl Linnaeus in 1766.
Diadophis punctatus punctatus komt endemisch voor in de Verenigde Staten en meer specifiek de staten Florida, Georgia, North Carolina, South Carolina en Virginia. De habitat bestaat uit allerlei vochtige biotopen.
De slang bereikt een lichaamslengte van 17 tot 45 centimeter. De lichaamskleur is zwart tot grijs of bruin. De buikzijde is oranje gekleurd en de onderzijde van de staart is rood gekleurd. De buikzijde is voorzien van een vlekkenpatroon dat bestaat uit een enkele centrale rij zwarte, halvebolvormige vlekken. De ring om de nek waaraan de soortnaam te danken is, is onderbroken aan de bovenzijde.